# ボストーク計画

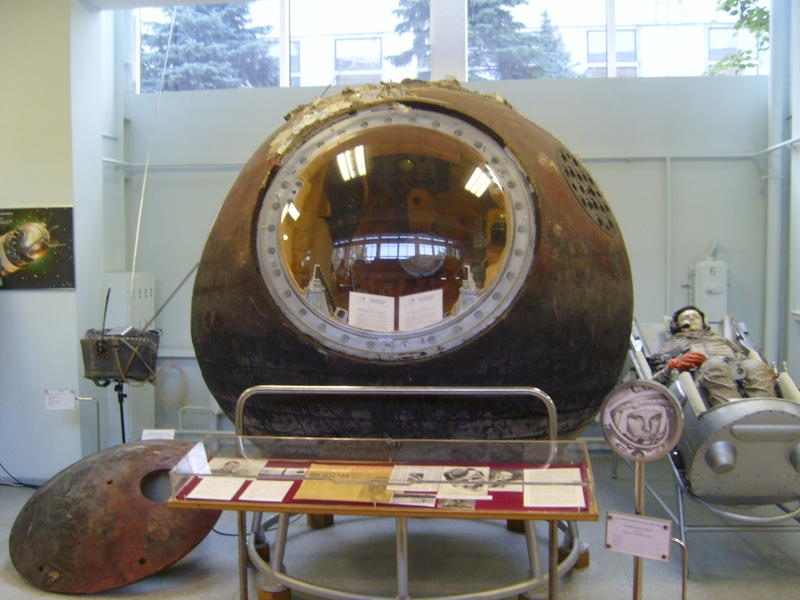
ボストーク1号のカプセル

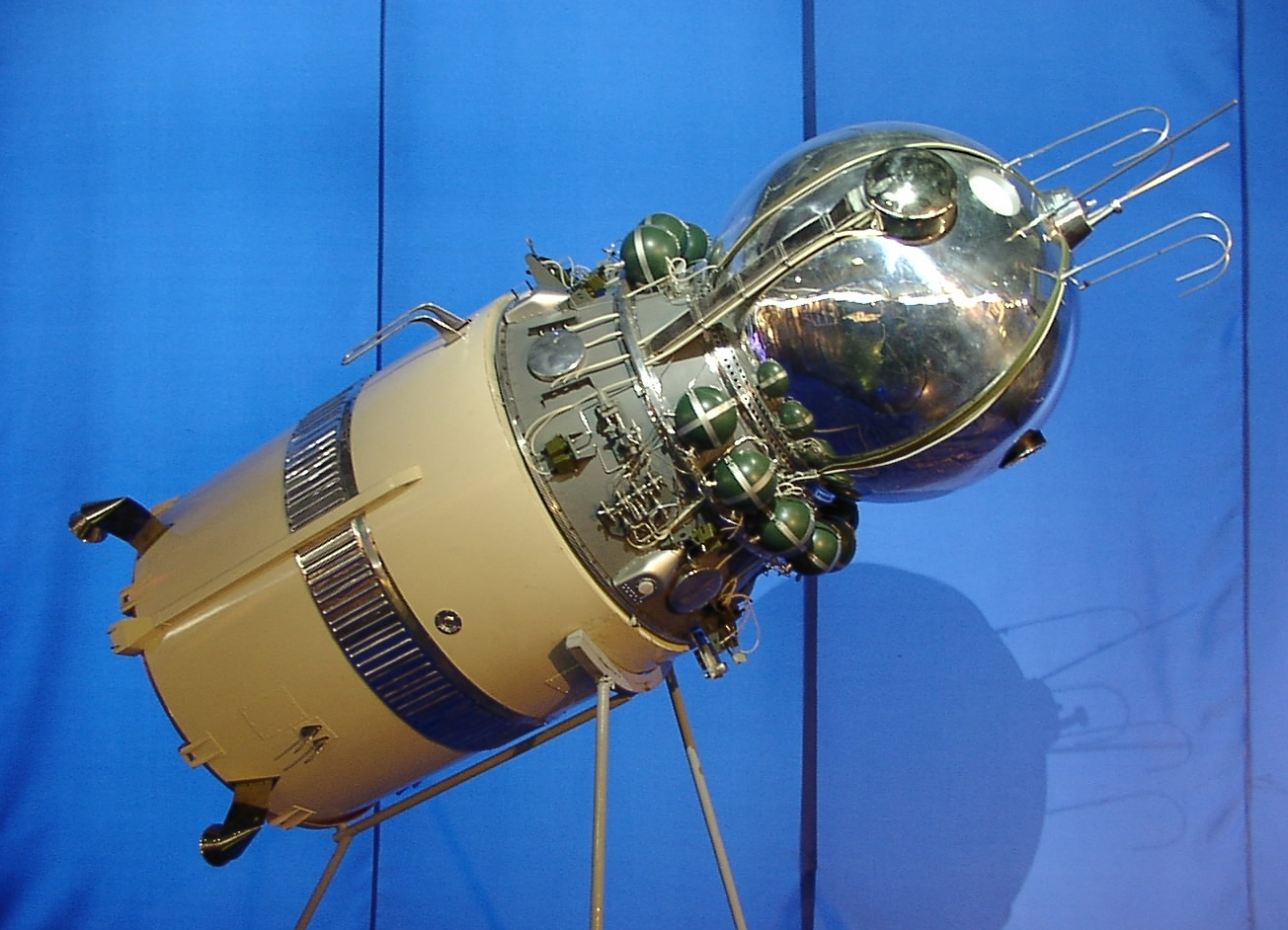
打ち上げロケット最上段と結合した状態のボストーク宇宙船。

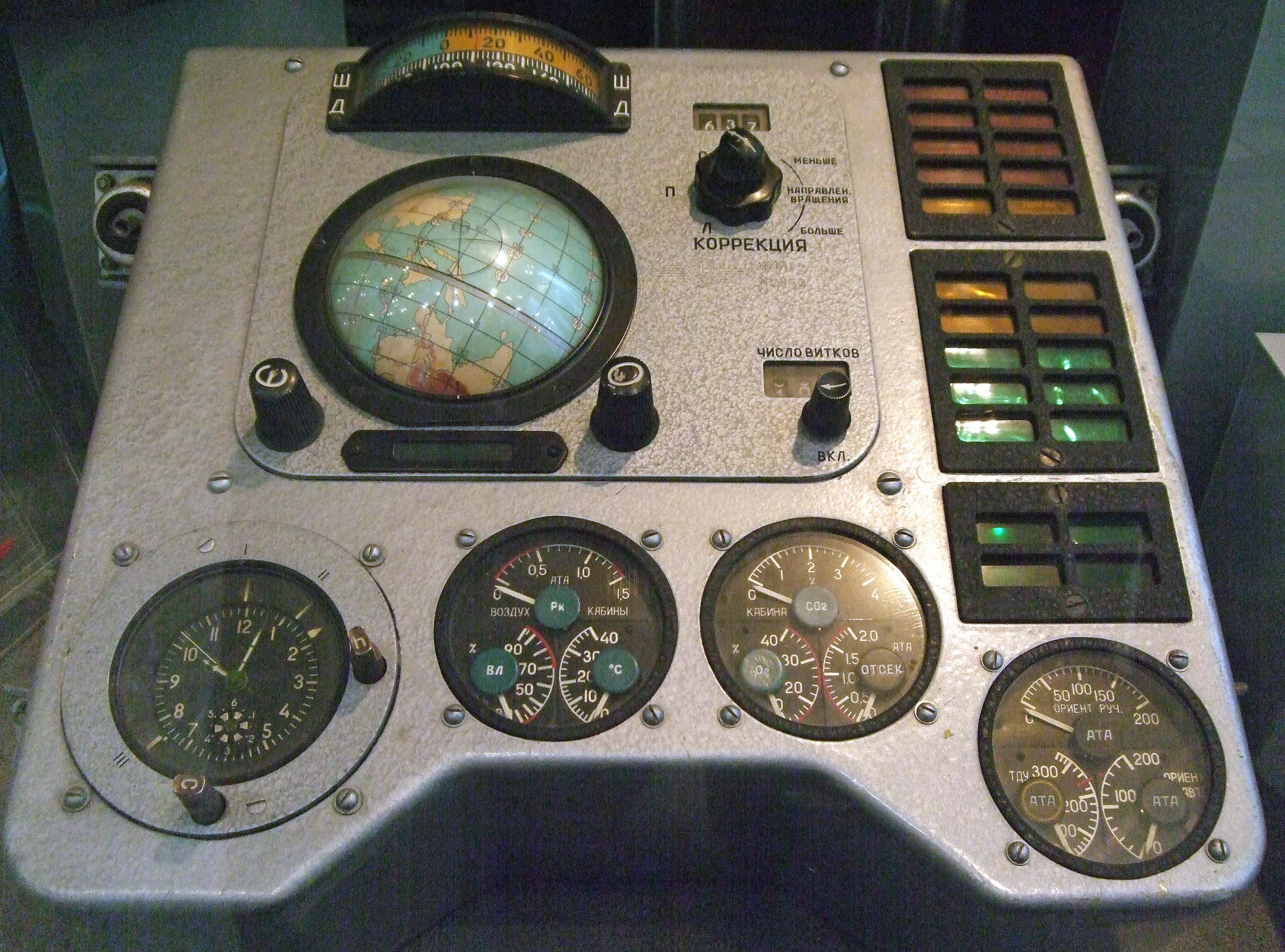
ボストーク宇宙船で使用された計器パネル。

ボストーク計画（ボストークけいかく）は、1960年代前半にソ連によって地球軌道上に打ち上げられた人類初の有人宇宙飛行を実現した計画である。打ち上げには「ボストークロケット」が用いられた。「ボストーク」とは「東」を意味するロシア語の一般名詞である。

## 概要
1人乗りの宇宙船「ボストーク」を備えて、世界初の有人宇宙飛行を実現した。アメリカ合衆国も1958年からマーキュリー計画で初の有人宇宙飛行を目指していたが、マーキュリー計画初の有人軌道宇宙飛行（フレンドシップ7）は人類初の有人飛行となったボストーク1号よりも10か月遅れ、この時点でソ連の宇宙開発はアメリカをリードした。宇宙船自体も、推力600トンのボストークロケットを用いてカプセル部分だけで4.7トンあり、推力177トンのアトラスロケットの制約を受けて重量1.93トンの「ぎりぎり」のサイズを余儀なくされたマーキュリーに対して余裕のある設計を実現していた。ただし、帰還方法は地上6000メートルでカプセルから出た飛行士がパラシュートで降下する方式を採っていた。
有人宇宙ミッションとしては1961年から1963年までの間に6機が発射され、すべて成功を収めた。

## 歴史

### 計画開始
ボストーク計画は、1960年9月18日にベルカとストレルカの2匹の宇宙犬をはじめ様々な生物を積んで無事帰還したスプートニク5号の成功を受け、同年9月に「今年12月までに人間を宇宙へ送り込む」という命令が下されたことから始まった。期間はわずかに3か月で、そもそも無理があったが、10月にはR-16ミサイル試験機が燃料系統のミスによって地上で爆発を起こし、作業員と技術者・研究者91人が死亡する大惨事（ニェジェーリンの大惨事）となった。直接関係はなかったボストーク計画へも暗い陰を落とした。しかし、若干の遅れが発生したものの、計画はそのまま進められた。

### コラブリ・スプートニク
コラブリ・スプートニク（露: Корабль Спутник）とは、1960年から翌1961年にかけてソビエト連邦が打ち上げた一連の宇宙機でボストーク計画の有人宇宙飛行の前段階として7機が打ち上げられ、うち5機が地球周回軌道に達した。
コラブリ・スプートニクは、有人飛行に必要となる生命維持や大気圏再突入の技術を実証するために打ち上げられた。使用された宇宙船はボストーク1K型とボストーク3K型の2種類があったが、いずれも大気圏再突入のための帰還カプセルと、カプセルを大気圏に突入させるための逆噴射エンジンを備えた機械船から構成されていた。打ち上げにはボストークロケット（8K72と8K72K）が用いられた。
宇宙船内には1匹ないし2匹の宇宙犬と、小動物や植物が乗せられた。ただし大気圏突入機能を持たない1号は生物を乗せなかった。これらは生命維持装置の機能の確認や、打ち上げ・大気圏再突入時の加速度と無重力環境の生物への影響を調査するために使用された。
1960年には5機のボストーク1K型が打ち上げられ、1回のみ完全な成功を収めた。1961年3月には有人宇宙飛行に使用するのと同型のボストーク3K型が2回打ち上げられ、双方とも成功を収めた。この2度の飛行（3月9日と3月25日）には「イヴァン・イヴァーノヴィチ」と名付けられた身長175cm、体重65kgの精巧な人形が搭載されて、無事帰還した。この体の大きさは初の宇宙飛行士のものとほぼ同じであった。最初にイヴァンが帰還した際、付近の農夫がこの人形を気絶した人間だと思ってウォッカを飲ませようとしたところ、顔面には「模型」と書かれた紙が貼り付けられていたという。

### ボストーク1号
ボストーク1号は1961年4月12日9時7分（バイコヌール宇宙基地）にユーリイ・ガガーリン少佐を乗せて打ち上げられた。ボストーク1号は地球を1周し、10時25分に逆噴射をかけ、大気圏に再突入後、高度7000mでガガーリンは座席ごとカプセルから射出され、パラシュートにて降下、無事帰還を果たした。打ち上げから帰還までは108分だった。このボストーク1号の準備は極秘裏に進められた。成功後に人類初の有人宇宙飛行として公表され、世界中を驚愕させた。ガガーリンは帰還後の記者会見で、「地球は青かった。」という言葉を残している。
この飛行については後に『ガガーリン 世界を変えた108分』として映画化された。

### ボストーク2号
ボストーク2号は1号に続いて1961年8月6日、ゲルマン・チトフを乗せて打ち上げられ、宇宙空間に25時間滞在した。チトフは滞在中、地球や宇宙空間の撮影、無重力状態での実験などを行った。彼は飛行当時、25歳11ヶ月で、2022年時点でも周回軌道宇宙飛行の最年少記録保持者である。

### ボストーク3号
ボストーク3号は1962年8月11日、バイコヌール宇宙基地から打ち上げられた。搭乗者はアンドリアン・ニコラエフ。また、1日置いて4号も発射された。これら2台の宇宙船の計画は同じ時間帯に軌道上に2つの有人宇宙機があること、また、ランデブーすることを目標にした。この機会にソ連の管制官はこの種の飛行をどう管理するかを覚えた。

### ボストーク4号
ボストーク4号は1962年に、ボストーク3号の後にパーヴェル・ポポーヴィチを乗せて打ち上げられた。目標は同時に2機の有人宇宙船を軌道に乗せることであった。両機は互いに5kmの距離まで近づき、人類初の宇宙での交信を行った。
計画はおおむね予定通りに進んだ。しかしボストークの生命安全装置が機能不全を起こし、船内温度が10度下がったと表示された。これは地上管制塔の誤解だったが、飛行は早くに終えられた。しかし、この帰還はポポビッチが早く帰還することを頼んだためと信じられた。

### ボストーク5号
ボストーク5号は、3号・4号と同じように、ボストーク5号と6号はソビエト宇宙プログラムの合同事業として行われ、軌道上でランデブーして無線交信を行った。
宇宙飛行士のヴァレリー・ブィコフスキーは当初8日間宇宙に滞在する予定だったが、太陽フレアが活発化したために途中で計画が何度も変更され、5日後に地球に帰還することとなった。しかし、これは現在でも単独での宇宙滞在の最高記録である。

### ボストーク6号
ボストーク6号は、初めて女性が宇宙飛行をおこなったミッションである。乗員はワレンチナ・テレシコワで、宇宙飛行中の女性の体の反応のデータを集めるのが目的だった。他の宇宙飛行士と同じように、彼女は飛行記録をつけ、写真を撮り、宇宙船を操縦した。彼女が撮影した宇宙の日の出の写真は後に大気中のエアロゾル層を調査するのに使用された。2日前に打ち上げられたボストーク5号とはソビエト宇宙プログラムの合同事業として行われた。今回のミッションは、もともと両方に女性が搭乗するはずだったが、ボストーク計画はボスホート計画に引き継がれることが決まったため実現しなかった。ボストーク6号はボストーク3KA機の最後の飛行となった。

## 有人ミッションの一覧
| 宇宙船名      | 打上年月日    | 飛行時間 （地球周回数） | 宇宙飛行士                 | コールサイン          | 備考                 |
| ------------- | ------------- | ----------------------- | -------------------------- | --------------------- | -------------------- |
| ボストーク1号 | 1961年4月12日 | 1時間48分 （1周）       | ユーリイ・ガガーリン       | Кедр （ヒマラヤスギ） | 人類初の有人宇宙飛行 |
| ボストーク2号 | 1961年8月7日  | 1日1時間18分 （17周）   | ゲルマン・チトフ           | Орёл （ワシ）         |                      |
| ボストーク3号 | 1962年8月11日 | 3日22時間22分 （64周）  | アンドリアン・ニコラエフ   | Сокол （ハヤブサ）    |                      |
| ボストーク4号 | 1962年8月12日 | 2日22時間56分 （48周）  | パーヴェル・ポポーヴィチ   | Беркут （イヌワシ）   |                      |
| ボストーク5号 | 1963年6月14日 | 4日23時間7分 （82周）   | ヴァレリー・ブィコフスキー | Ястреб （タカ）       |                      |
| ボストーク6号 | 1963年6月16日 | 2日22時間50分 （48周）  | ワレンチナ・テレシコワ     | Чайка （カモメ）      | 女性初の宇宙飛行     |